# Geschichte des Kantons Schwyz
Die Geschichte des Kantons Schwyz umfasst die Entwicklungen auf dem Gebiet des schweizerischen Kantons Schwyz von der Urgeschichte bis zur Gegenwart. Das Schwyzer Kantonsgebiet liegt zwischen Vierwaldstätter- und Zürichsee.
Die ältesten menschlichen Spuren stammen aus dem Spätpaläolithikum, die ältesten vorhandenen Siedlungsreste sind Pfahlbauten im Zürichsee bei Freienbach. Am Zürichsee bzw. an der Route über die Bündner Pässe bestand auch in römischer und frühmittelalterlicher Zeit eine permanente Besiedlung. Das Gebiet um Schwyz wurde zusammen mit den anderen Waldstätten im 7. und 8. Jahrhundert besiedelt. Das Kantonsgebiet gehörte in weltlicher Hinsicht zum Zürichgau, kirchlicherseits zum Bistum Konstanz. In Einsiedeln befindet sich seit dem 10. Jahrhundert eine Benediktinerabtei.
Als Herrschaftsträger verfügten die Adelsgeschlechter der Kyburger, Frohburger und Rapperswiler über Grundbesitz auf Schwyzer Kantonsgebiet. In der zweiten Hälfte des 13. Jahrhunderts versuchten die Habsburger an deren Stelle Herrschaftsrechte durchzusetzen. Sie übernahmen die Schirmvogtei über das Kloster Einsiedeln. In der Talschaft Schwyz bildeten sich in dieser Zeit kommunale Strukturen unter Führung bäuerlicher Familien heraus. Im Marchenstreit und der Schlacht am Morgarten (1315) prallten die Interessen Habsburgs und der Talschaft Schwyz aufeinander.
Im 14. Jahrhundert schloss Schwyz mit den übrigen Waldstätten und den reichsfreien Städten im Mittelland Bündnisse. Zugleich erwarb es bis ins 15. Jahrhundert die Kontrolle über Gebiete unter der Oberhoheit des Klosters Einsiedeln sowie die Landschaft Küssnacht. Mit der Verleihung der hohen Gerichtsbarkeit über diese Gebiete 1415 entstand das Alte Land Schwyz, das über Vogteirechte in den Gemeinen Herrschaften verfügte. In der Reformation blieb Schwyz katholisch.
1798 leistete der Stand Schwyz erfolglos Widerstand gegen die Eingliederung in die Helvetische Republik. Sein Gebiet wurde den Kantonen Waldstätte und Linth zugeteilt. 1803 wurde der Kanton in alter Form wiederhergestellt. Um 1830 kam es zur Abspaltung und zu den zwei kurzlebigen Halbkantonen Ausserschwyz und Innerschwyz. Auch zwischen liberaler und konservativer Ideologie entbrannte ein Kampf, der das 19. Jahrhundert prägte. Die nach dem Sonderbundskrieg eingeführte Bundesverfassung von 1848 schuf den modernen Kanton Schwyz mit der heute bestehenden institutionellen Gliederung. Neben der kantonalen Verwaltung blieben viele Befugnisse bei Gemeinden, Bezirken und land- und forstwirtschaftlichen Korporationen.

## Ur- und Frühgeschichte

### Entstehung der Naturlandschaft
Die Schwyzer Alpen wurden im Tertiär durch plattentektonische Überschiebung gebildet. Meeresablagerungen im Tethysozean seit der Trias bildeten dafür die Grundlage. Im Verlauf der Eiszeiten ist die Landschaft durch Gebirgserosion ausgeformt worden. Der heutige Kanton Schwyz lag während des Pleistozäns im Stromgebiet des Reuss- sowie des Linthgletschers. Kristallingestein aus dem Aarmassiv gelangte in die Täler und mineralisierte die mageren Kalk- und Flyschböden.

### Alt- und Mittelsteinzeit
Die Anwesenheit von Neandertalern und Höhlenbären im Mittelpaläolithikum ist in der Zentralschweiz noch zu wenig archäologisch belegt. Gesichert ist dagegen die Präsenz von Wildbeutern des Jungpaläolithikums in der ausgehenden Würm-Eiszeit (vor 14'500 bis 12'000 Jahren), dank Feuersteingerätfunden in der Langrüti am Nordufer des (prähistorischen) Sihlsees. Mesolithische Lagerplätze wurden ebenfalls in der Langrüti sowie bei Balmen und Höhlen im Muotatal nachgewiesen.

### Jungsteinzeit und Bronzezeit

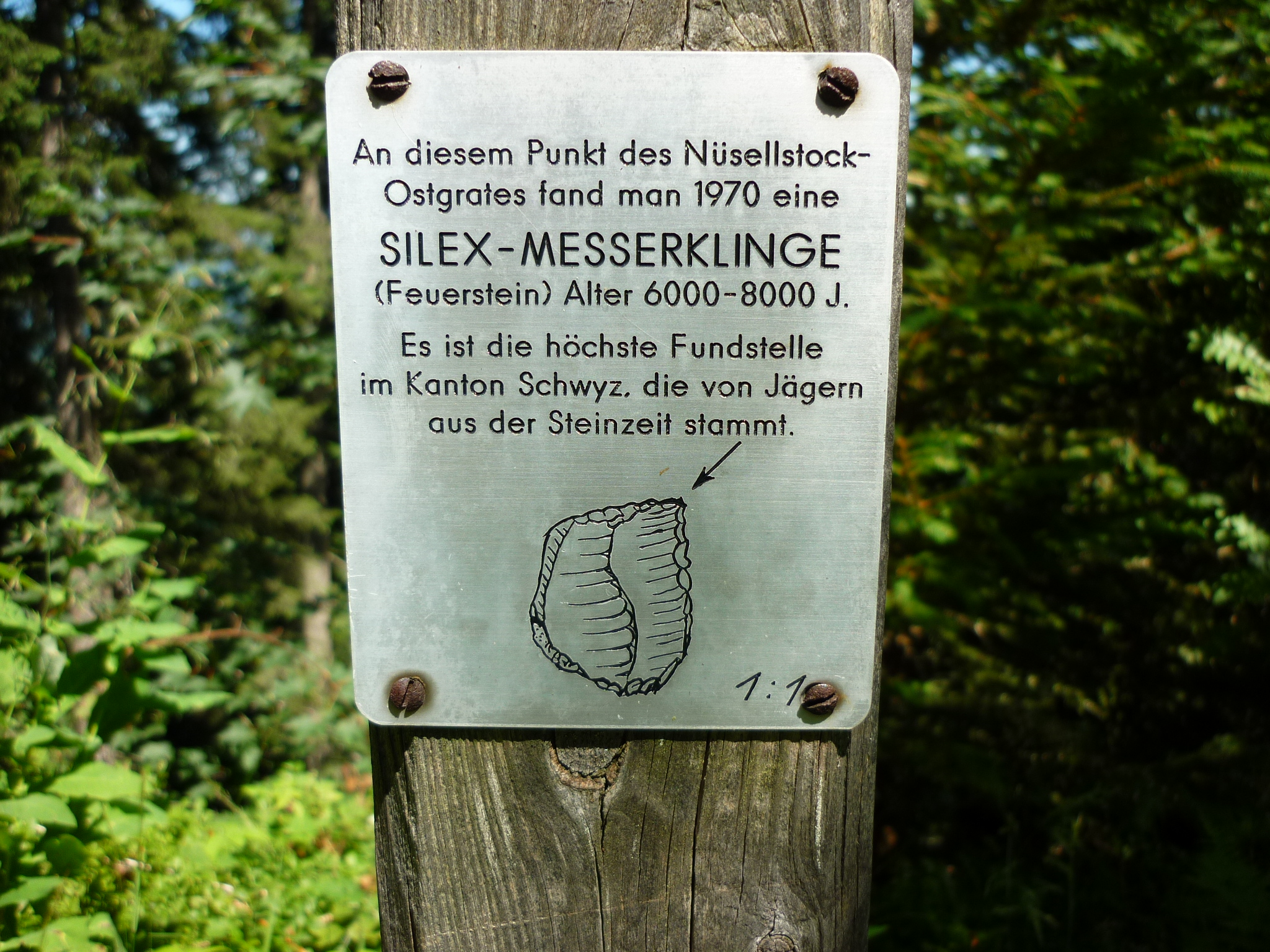
Fundstätte einer Silex-Messerklinge am Nüsellstock, Rothenthurm

Siedlungsfunde bei Freienbach am Zürichsee stammen aus der Zeit des Jungneolithikums (um 4000 v. Chr.). Besonders die Menschen der Horgener Kultur errichteten Pfahlbauten im Feuchtboden. Nach 2400 v. Chr. brach die Besiedlung der Seeufer aufgrund von Klimaverschlechterungen ab. In der durch die Einführung der Metallurgie gekennzeichneten Bronzezeit ist von einer Rückkehr der Seeufersiedlungen auszugehen.
An der Fundstelle Hurden Rosshorn wurden Pfosten und Konstruktionshölzer gefunden, die belegen, dass es im Bereich des heutigen Seedamms von Rapperswil seit der Zeit der Horgener Kultur (um 3000 v. Chr.) hölzerne Stege gab, mit denen der See überquert wurde. Die Fundstelle Hurden Rosshorn ist Bestandteil des UNESCO-Weltkulturerbes Prähistorische Pfahlbauten um die Alpen.

### Eisenzeit
Die Insel Lützelau im Zürichsee wurde in der Latènezeit besiedelt. Spuren einer eisenzeitlichen Siedlungen fanden sich auch bei Grabungen bei der Kirche in Altendorf. In den alpinen Gebieten des Kantons lässt sich für die Eisenzeit wie für die vorangehende Bronzezeit keine permanente Besiedlung nachweisen, doch Funde von Tierknochen und Holzkohle von Feuerstellen, etwa im Abri Stali im Hürital, weisen auf die Nutzung der Täler und Hochflächen als nomadisches Weidegebiet hin.

### Zeit der Römer
In römischer Zeit lag Ausserschwyz an der Grenze zwischen den römischen Provinzen Germania superior und Raetia, und ausserdem am Verkehrsweg von Turicum (Zürich) über den vicus Centum Prata (Kempraten) Richtung Walensee. Die einzigen entdeckten Bauwerke aus dieser Zeit sind ein gallorömischer Tempel auf der Insel Ufenau und eine Brücke über den Seedamm. Im inneren Kantonsteil kamen römische Münzen und Metallgegenstände zum Vorschein, namentlich der Schatzfund von Küssnacht (1809) und jener von Rickenbach (1857). Als Prunkstück unter den Schwyzer Fundmünzen aus römischer Zeit gilt ein Aureus von Kaiser Florianus aus dem Jahr 276, der in Schwyz ausgegraben wurde.

## Mittelalter

### Frühmittelalter – Besiedlung durch die Alemannen
In der Schwyzer Geschichtsschreibung wurde das frühe Mittelalter oft im Sinne einer Zäsur als Beginn einer eigenen Geschichte behandelt. Bis in die Mitte des 19. Jahrhunderts herrschte die Auffassung vor, dass die örtliche Bevölkerung aus Schweden eingewandert sei. Dies führte man auf den Gleichklang der Wörter «Schwyzer» (Schwidonis) und «Schweden» (Schwedones) zurück. Noch früher, am Ende des 15. Jahrhunderts, schrieb der aus Zürich stammende Ulmer Mönch Felix Fabri, dass die Einwanderer aus ihrem Mutterland Suevien an der Donau kamen und dort die Sueben eine Kolonie «in fremder Umgebung» anlegten. Aus dem Germanenstamm der Sueben seien auch die Alemannen hervorgegangen.
Entgegen diesen Annahmen bestanden politische Strukturen aus spätrömischer Zeit weiter. Ab 536 zählte das Schwyzer Kantonsgebiet zum Fränkischen Reich, nach der Reichsteilung von 561 wohl zum austrasischen ducatus alamannorum, wobei die alemannischen Herzöge bis ins zweite Viertel des 8. Jahrhunderts eine relativ selbstständige Stellung innehatten. Ab ungefähr 680 dürfte eine alemannische Siedlungstätigkeit eingesetzt haben, wobei vorderhand noch alemannische und romanische Bevölkerungsgruppen nebeneinander bestanden. So war der rätoromanische Einfluss im 10. Jahrhundert in der March noch wirksam.

### Hochmittelalter
Das alte Schwyz, welches 970 zum ersten Mal erwähnt wird, erscheint von Anfang an als eine Gemeinde meist freier Bauern mit einheimischen Ammännern an der Spitze; doch waren die Habsburger als Grafen vom Zürichgau, zu dem es gehörte, seine Gerichtsherren. Im Dezember 1240 erhielt es von Friedrich II. zum Dank für geleisteten Zuzug einen Freiheitsbrief, der es der Gerichtshoheit der Habsburger entzog; allein diese erkannten den Brief nicht an, und nach langer Fehde musste Schwyz unter ihre Botmässigkeit zurückkehren. Nachdem es 1291 den Ewigen Bund mit Uri und Unterwalden geschlossen hatte, erlangte es 1309 nach dem Marchenstreit von Heinrich VII. die rechtskräftige Bestätigung seiner Reichsfreiheit und sicherte diese durch den Sieg in der Schlacht am Morgarten vom 15. November 1315. 

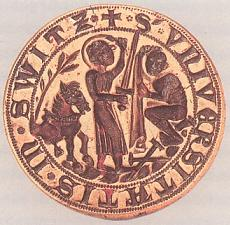
Schwyzer Landessiegel von 1294
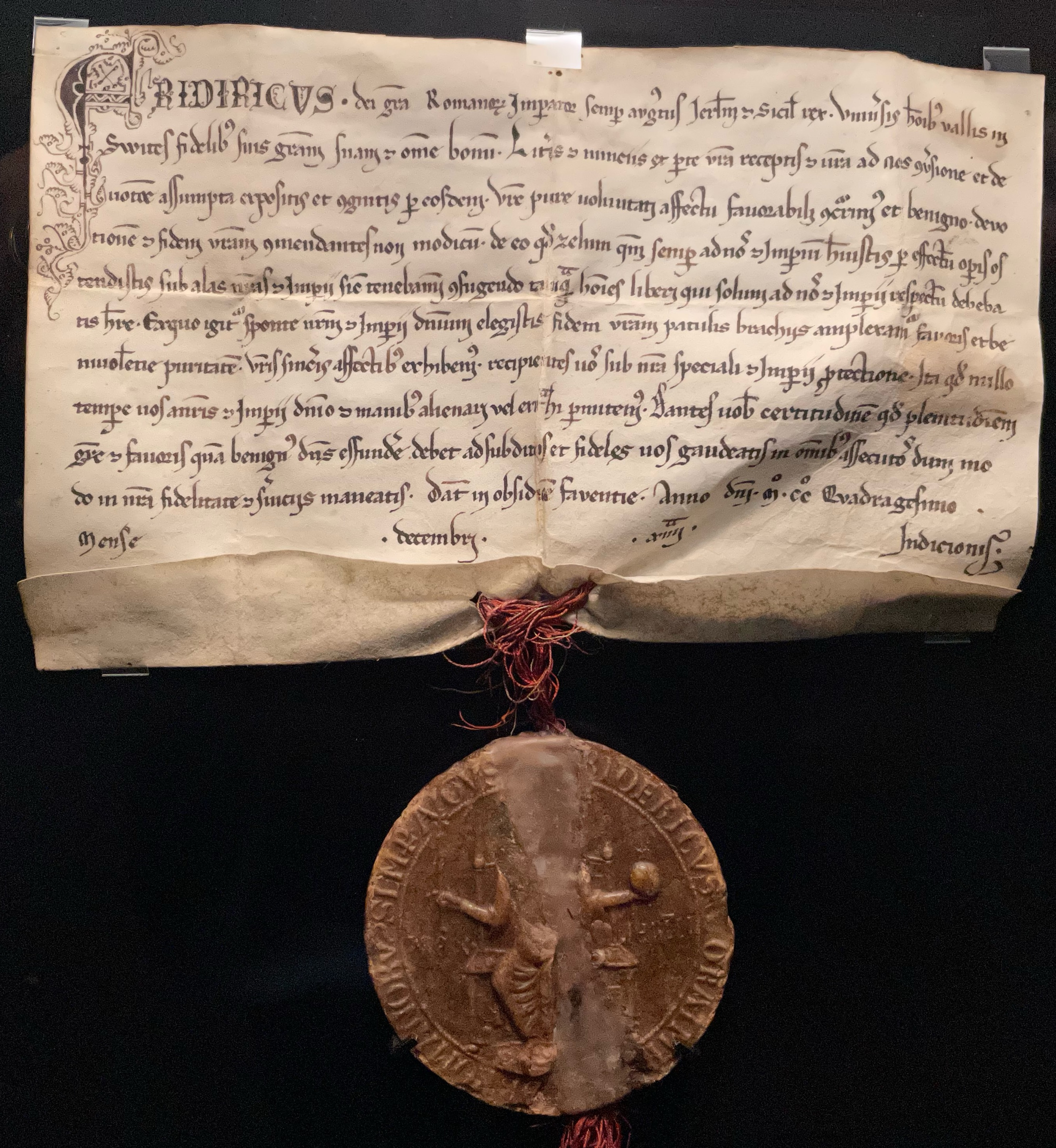
Freiheitsbrief der Schwyzer von Kaiser Friedrich II.

### Spätmittelalter
Die zähe Energie und der wilde Heldenmut, den die Schwyzer bei jeder Gelegenheit an den Tag legten, gab ihnen eine Art ungeschriebenen Führungsanspruch unter den Acht Alten Orten, so dass ihr Name von den Nichteidgenossen bald auf die gesamten Waldstätte und seit der Schlacht bei Sempach am 9. Juli 1386 auf die ganze Eidgenossenschaft angewendet wurde. Teils durch Eroberung, teils durch Kauf brachte Schwyz die Österreich zustehende Gerichtshoheit und Schirmherrschaft über Einsiedeln, die March und Küssnacht am Rigi an sich.

## Frühe Neuzeit
Gegen die Reformation wehrte es sich mit allen Kräften und stand mit Eifer zu den katholischen Sonderbestrebungen. Nur vereinzelt wie im Dorf Arth gab es seit 1520 dank dem evangelisch gesinnten Pfarrer Balthasar Trachsel Anhänger der Reformation, namentlich ist die Familie von Hospenthal bekannt. Sie konnten bis 1655 verdeckt als Nikodemiten oder Kryptoprotestanten existieren und in Privathäusern evangelische Gottesdienste mit Abendmahl feiern. Wegen Bauernaufständen und politischen Unsicherheiten wurden sie nicht mehr geduldet. Beim sogenannten Hummelhandel flohen 37 Evangelische nach Zürich, etwa 25 Personen wurden verhaftet, vier blieben standhaft und wurden in Schwyz geköpft. Das provozierte das reformierte Zürich und führte 1656 zum ersten Villmergerkrieg.

## 19. Jahrhundert

### Helvetik und Mediation
Der helvetischen Einheitsrepublik von 1798 fügte es sich erst, als es nach den Kämpfen an der Schindellegi und am Morgarten (2. Mai) die Nutzlosigkeit weiteren Widerstandes erkannte. Darauf wurde Schwyz dem Kanton Waldstätte einverleibt, blieb aber unter der Führung Aloys Redings der Herd des Föderalismus. Die Mediationsakte stellte 1803 die kantonale Selbständigkeit von Schwyz wieder her. Die Republik Gersau, die ab 1390 ein unabhängiger, mit den Waldstätten verbündeter Freistaat gewesen war, wurde 1817 mit dem Kanton Schwyz vereinigt.

### Drohende Kantonsspaltung
Bei der Reaktion von 1814 zwang Altschwyz seine ehemaligen Untertanen March, Einsiedeln und Küssnacht zu einem Vergleich, wonach Altschwyz ²/₃, diese aber nur ¹/₃ des Landrats zu bestellen hatten. 1830 verlangten die äussern Bezirke die Wiederherstellung der Rechtsgleichheit und konstituierten sich, da Altschwyz sich weigerte, als selbständiger Kanton «Schwyz äusseres Land» (Mai 1832). Als sich hierauf Schwyz am 31. Juli 1833 anschickte, die abgefallenen Landschaften mit Waffengewalt zu unterwerfen, wurde es von der Tagsatzung militärisch besetzt, bis am 13. Oktober 1833 eine neue Verfassung die beiden Landesteile auf der Basis der Rechtsgleichheit wieder vereinte.

Neben der Republik Gersau nahm Reichenburg in der March bei der Kantonsbildung eine Sonderstellung ein. Der Ort war eine mittelalterliche Schenkung an das Kloster Einsiedeln, das insbesondere die Gerichtsbarkeit ausübte. Die Einverleibung in den Kanton ging nicht ohne Widerstand der Klosterleute und Verhandlungen mit dem Kloster Einsiedeln vor sich. 1814 kam es zu einem ersten Anschluss, dann wieder zu einer Abspaltung und einer zwangsweisen Einverleibung. Noch heute bezeichnen sich die Reichenburger gerne als Fürstenkinder und ihre Gemeinde als Fürstenland.

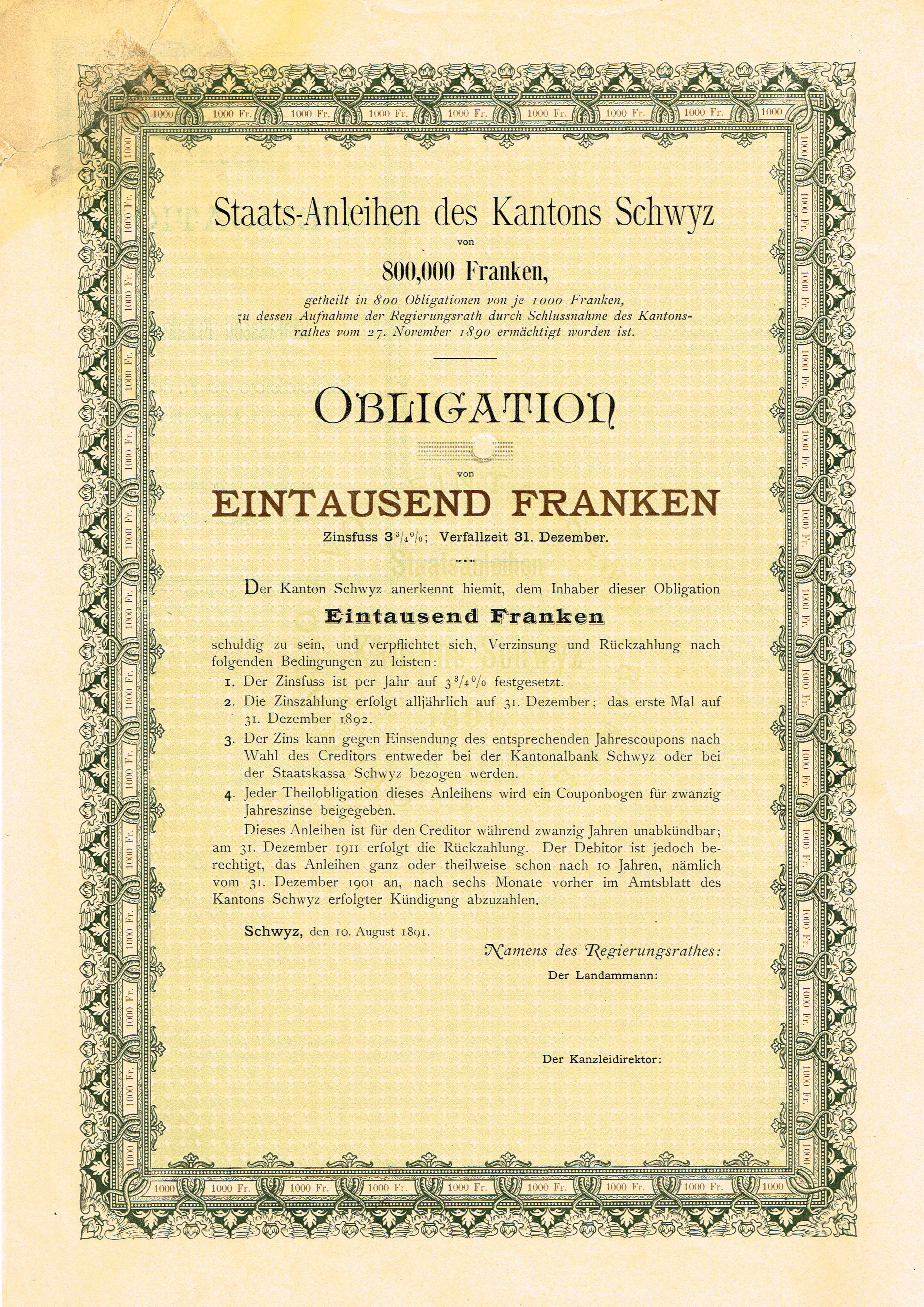
Obligation über 1000 Franken des Kantons Schwyz vom 10. August 1891

### Sonderbundskrieg und Verfassungsrevisionen
Auch in der Folge blieb Schwyz der klerikalen Politik treu und bewies sich als eifriges Glied des Sonderbundes. Durch die Verfassungsrevisionen von 1848 und 1855 trat Schwyz aus der Reihe der Landsgemeindekantone in die der Repräsentativdemokratien über.

## Gehässigkeiten zwischen Ausser- und Innerschwyz 1975
In der Zeit der Abspaltung des Kantons Jura reichte das Polizeikommando des Kantons Schwyz bei der Bundesanwaltschaft einen Bericht «Vorgänge um einen angeblichen Versuch zur Schaffung eines Kantons ‹Ausserschwyz›» ein. Der Blick hatte am 22. März 1975 von einer solchen Ausserschwyzer Separatistenbewegung berichtet, bei welcher es sich aber eher um einen Jux gehandelt hatte. Ab 18. Juli gab es Anzeigen in Lokalzeitungen zur Suche von Personen, welche eine solche Bewegung unterstützten. Im September trat eine Arbeitsgruppe, welche sich jedoch von den Separatisten distanziert hatte, mit einem Problemkatalog in die Öffentlichkeit, welcher die Beziehungen der Ausser- mit der Innerschweiz betraf. Dieser forderte eine Dezentralisierung von Verwaltung und Schulen sowie eine Veränderung der Zusammensetzung der regierungsrätlichen Kommissionen. Die Vorgänge waren begleitet von einem gehässigen Schlagabtausch in lokalen Medien und landesweiter Berichterstattung. Die gemäss Kantonsregierung inexistenten Ermittlungen bei gleichzeitiger Existenz des erst durch die Fichenaffäre bekanntgewordenen Polizeiberichts hinterliessen einen «schalen Beigeschmack», so Andreas Meyerhans.